# Mare di Levante
Die Mare di Levante ist ein 1984 als Niihama 2 in Dienst gestelltes Fährschiff der griechischen Reederei Levante Ferries. Sie ist seit 2003 auf der Strecke von Zakynthos nach Kyllini im Einsatz.

## Geschichte
Die Niihama 2 entstand unter der Baunummer 2325 in der Werft von Kochi Jyuko in Kōchi und wurde im Mai 1984 an die Reederei Shikoku Chuo Ferry Boat in Niihama abgeliefert. Nach zehn Jahren Dienstzeit in japanischen Gewässern ging das Schiff 1994 in den Besitz der südkoreanischen Reederei Kuk Jae Express über und erhielt den Namen Kukjae Express Ferry No 2. 1999 wurde die Fähre in Sea World Express Ferry umbenannt, fuhr aber weiter für Kuk Jae Express.
Nach insgesamt neun Jahren in Südkorea ging die Sea World Express Ferry 2003 in den Besitz der in Piräus ansässigen Tyrogalas Shipping über und erhielt den Namen Ionian Star. Nach umfangreichen Umbauarbeiten (bei denen unter anderem die Kapazität der Passagiere von 200 auf 1068 erhöht wurde) nahm die Fähre im selben Jahr den Liniendienst zwischen Zakynthos und Kyllini für die Tyrogalas Lines auf.
Im März 2016 wurde die Fähre an Ionissos Ferries Maritime verkauft. Sie wird seitdem von Levante Ferries unter dem Namen Mare di Levante eingesetzt.